# Einer gegen Alle
Einer gegen Alle ist eine 2005 erschienene, sehr umfangreiche Veröffentlichung der Band Samsas Traum. Die „Einer gegen Alle“-Box besteht aus zwei DVDs und zwei CDs. 
Die Edition ist limitiert auf 5000 Stück deutschlandweit. Einer gegen Alle erschien wie auch der Vorgänger a.Ura und das Schnecken.Haus in einer sehr aufwändig verarbeiteten Papphülle mit einem umfangreichen Booklet sowie Fotos von den Bandmitgliedern und dem Auftritt in Leipzig.

## Inhalt

### DVD1: a.Uge um a.Uge
Die 170 Minuten lange DVD a.Uge um a.Uge weist das Konzert vom 8. Dezember 2004 in Leipzig auf. 
Außerdem sind auf ihr 2 Interviews mit Sänger Alexander Kaschte, ein Tourfilm zu a.Ura und das Schnecken.Haus und auch ein weiterer Live-Clip zu sehen. 
Titelliste:
1. Intro
2. Ein Name im Kristall
3. Sisyphos
4. Die Zärtlichkeit der Verdammten
5. K.haos-Prinz und Wind-Prinzessin
6. Mohn auf weißen Laken
7. Stromausfall im Herzspital
8. Die Krähen.Kutsche
9. Endstation.Eden
10. Ein Kater kennt den Weg
11. Dort oben sterben Tiere
12. Die Zähne in der Hand
13. Ein Foetus wie Du
14. Für immer
15. Blut ist in der Waschmuschel
16. Zwei Gelsen und ein Strick
17. Rache (Zugabe)
18. Kugel im Gesicht (Zugabe)

### CD1: z.Ahn um z.Ahn - a.Ura R.emixed
Die erste CD der Einer-gegen-Alle-Box weist neben einem neuen und gleichnamigen Song zwölf Remixversionen des Albums a.Ura und das Schnecken.Haus auf.
Diese werden von Szenegrößen wie Thomas Rainer, Oswald Henke, Ingo Römling und Flesh Field dargeboten. 
Titelliste:
1. Einer gegen Alle (Samsas Traum)
2. Mohn auf weißen Laken (Ingo Römling)
3. Sisyphos (Thomas Rainer)
4. a.Ura und das Schnecken.Haus (Sutinky)
5. Der Spiegel sieht mich nicht (In Strict Confidence)
6. Die Krähen.Kutsche (Sepia)
7. Der Wald der vergessenen Puppen (Grayscale)
8. K.haos-Prinz und Wind-Prinzessin (Flesh Field)
9. Dort oben sterben Tiere (Alexander Kaschte)
10. Ich wünsch mir, dass das Zebra schweigt (Jochen Schoberth, Oswald Henke, Gudrun Koethe (Goethes Erben))
11. Endstation.Eden (Bernd Mazagg)
12. Blut ist in der Waschmuschel (Martin „Acid Loverboy“ Gutmann)
13. Mohn auf weißen Laken (Whispers in the Shadow)

### DVD 2: Kunst-X=?
Diese etwa 70 Minuten lange DVD ist dem Nebenprojekt Weena Morloch von Alexander Kaschte gewidmet. Sie untermalt das längst ausverkaufte Album „Kunst-X=?“ der Band visuell, welches bisher nur in einer Auflage von 500 Stück veröffentlicht wurde. Die Musik ergänzt sich sehr mit den Bildern und lässt viel Platz zum interpretieren.
Neben diesem Hauptanteil zeigt die DVD eine Bildergalerie von Weena Morloch und einen versteckten Kurzfilm, welcher extra für dieses Release produziert wurde. 
Titelliste:
1. sIe kOmmEN auS Dem welTalL
2. gUte ReiSe, taNZcaFe !
3. NeomOrTs
4. pLasToCysT
5. LD 50
6. 10eXtreMe13GefaHRen
7. wIedER NIchts iM rADio
8. in mEinEM tuRm vErSteCkt
9. zaPPelKäFER zapPeLn hEimlIcH
10. kUnTerBunT vON AIdS geTräUMT

### CD2: Epanalepsis
Epanalepsis ist ein bisher unveröffentlichtes Album der Band Weena Morloch, welches vom Februar 1999 bis zum Mai 2005 aufgenommen und produziert wurde. 
Es kehrt eindeutig zu den Wurzeln Weena Morlochs zurück, einer Richtung, die Alexander Kaschte selbst Horror Death Industrial nennt. Es weist diverse Klangstrukturen auf, die aus allen möglichen elektronischen Geräuschen und Synthesizer-Samples bestehen.
Titelliste:
1. AK 47
2. M[a]n[i]f[e]s[t]o
3. Todessektion 1338
4. Unter roten Sternen
5. Das gelbe Zimmer
6. Knochenfräse
7. Homo Erectus
8. 9:11
9. Die Rache ist mein